# 石川県立高浜高等学校
石川県立高浜高等学校（いしかわけんりつ たかはまこうとうがっこう、英: Ishikawa Prefectural Takahama High School）は、かつて石川県羽咋郡志賀町高浜町（旧・羽咋郡高浜町）にあった公立の高等学校。石川県立富来高等学校と統合して石川県立志賀高等学校（当校所在地に設立）となり、2011年（平成23年）3月末に閉校した。

## 設置学科
- 普通科（2年次から下記の2コースに分かれる）
  - 文理コース
  - 情報コース
- 機械システム科（2年次から下記の2コースに分かれる）
  - 生産技術コース
  - 理工コース

## 沿革
- 1949年（昭和24年）4月 - 石川県条例第76号により石川県立羽咋高等学校高浜分校（定時制家庭科）を設置。
- 1963年（昭和38年）4月 - 全日制課程へ移行し、普通科・家政科を設置。
- 1965年（昭和40年）4月 - 石川県条例第14号により石川県立高浜高等学校として発足。
- 1966年（昭和41年）4月 - 家政科を募集停止し、商業科を設置。
- 1970年（昭和45年）3月 - 教室管理棟（鉄筋コンクリート3階建）竣工。
- 1971年（昭和46年）7月 - 新体育館・運動場整備工事竣工。
- 1979年（昭和54年）8月 - 特別教室棟（鉄筋コンクリート3階建）竣工。
- 1981年（昭和56年）
  - 4月 - 第2体育館・渡り廊下竣工。
  - 10月 - 校門建立。
- 1985年（昭和60年）3月 - 格技場竣工。
- 1991年（平成3年）
  - 4月 - 機械システム科を設置。
  - 9月 - 機械システム科実習棟（鉄筋コンクリート2階建）竣工。
- 1992年（平成4年）4月 - 商業科を情報会計科に学科改編。
- 1994年（平成6年）3月 - 商業科閉科。
- 1996年（平成8年）6月 - 運動場改修工事竣工。
- 2000年（平成12年）2月 - 第1体育館改造工事、生徒談話室完成。
- 2002年（平成14年）4月 - 情報会計科の募集停止。
- 2004年（平成16年）3月 - 情報会計科閉科。
- 2005年（平成17年）3月 - 製図実習室・調理実習室改修完成。
- 2009年（平成21年）4月 - 石川県立富来高等学校との統合により募集停止。
- 2011年（平成23年）
  - 3月6日 - 閉校式典挙行。
  - 3月31日 - 閉校。

## 部活動
- 運動部 - 陸上競技、剣道、卓球（男）、ソフトテニス（女）、野球、レスリング、射撃、バスケットボール（男・女）
- 文化部 - 華道（茶道）、吹奏楽、ワープロ
- 同好会（運動系）- ラグビー
- 同好会（文化系）- 美術、科学

## 校歌
作詞：伊馬春部、作曲：折本吉数

## 所在地
〒925-0141 石川県羽咋郡志賀町高浜町ノ170

## アクセス
- JR七尾線・のと鉄道七尾駅 → 北鉄能登バス（高浜線）「高浜」バスターミナル 徒歩約5分
- JR七尾線羽咋駅 → 北鉄能登バス（富来線）「高浜」バスターミナル 徒歩約5分